# Kispest
Kispest är en del av och även en benämning på det 19:e distriktet i Budapest. Antalet invånare är 80 327. Tillsammans med Wekerletelep utgör Kispest det 19:e distriktet i huvudstaden, som ligger mellan Budapests flygplats och centrala Budapest.

## Historia
Platsen har varit bebodd i över tusen år och man har funnit bevis för att sarmater har levt här redan under 300-talet. Efter den turkiska ockupationen blev dock området obeboeligt och det skulle dröja fram till andra hälften av 1800-talet, i takt med att grannstaden Budapest växte, innan dagens Kispest återigen blev ett samhälle och då som en del av staden Vecsés. Tack vare närheten till just huvudstaden blev Kispest en egen stad år 1869, när man bröt sig loss från Vecsés. Namnet Kispest betyder "lilla Pest" och åsyftar just den befolkningsökning som skedde under de sista decennierna av 1800-talet. Staden existerade fram till att den blev ett distrikt i Budapest den 1 januari 1950.
På grund av distriktets strategiska läge blev det snabbt ett omtyckt område och det byggdes många bostäder, i första hand 1949-1964 och senare även mellan åren 1977 och 1986. 1980 byggdes Budapests tunnelbana ut och två stationer, varav ändhållplatsen för linje 3, hamnade i Kispest. Runt tunnelbanestationerna har två köpcentrum byggts; Europark vid Határ út och Köki vid Kőbánya-Kispest. Än idag är distriktet populärt, även om allt fler väljer att flytta till förorter snare än att bo inne i Budapest.